# Monochaetiella hyparrheniae
Monochaetiella hyparrheniae är en svampart som beskrevs av E. Castell. 1943. Monochaetiella hyparrheniae ingår i släktet Monochaetiella, divisionen sporsäcksvampar och riket svampar.   Inga underarter finns listade i Catalogue of Life.